# Kirsten Klingenberg
Kirsten Klingenberg (* 30. November 1968 in Krefeld) ist eine deutsche Rechtsanwältin und Verteidigerin in der Fernsehsendung Richterin Barbara Salesch.

## Leben
Klingenberg absolvierte nach dem Abitur von 1987 bis 1989 zunächst eine Ausbildung zur Bankkauffrau in Düsseldorf, bis sie kurz darauf das Studium der Rechtswissenschaft an der Universität Trier aufnahm. 1993 schloss sie ihr Studium mit dem Ersten Staatsexamen ab und verbrachte ihre Referendariatszeit in Köln und Berlin. 1996 folgte das Zweite Staatsexamen. Von 1997 bis zum Jahr 1999 arbeitete sie zunächst als selbstständige Rechtsanwältin in Berlin, bis sie 1999 nach Köln wechselte. Von 2004 bis 2012 war Klingenberg Verteidigerin in der Fernsehsendung Richterin Barbara Salesch.
| Personendaten    | Personendaten                                            |
| ---------------- | -------------------------------------------------------- |
| NAME             | Klingenberg, Kirsten                                     |
| KURZBESCHREIBUNG | deutsche Rechtsanwältin und Gerichtsshowdarstellerin     |
| GEBURTSDATUM     | 30. November 1968                                        |
| GEBURTSORT       | Krefeld, Nordrhein-Westfalen, Bundesrepublik Deutschland |